# Codonorchis
Codonorchis és un gènere d'orquídies de Sud-amèrica de la subfamília Orchioideae i l'únic representant de la tribu Codonorchideae.
Són plantes herbàcies menudes, geòfites, que presenten una sola flor, al capdamunt d'una fràgil i petita tija amb fulles només a la base, amb un llavi ample i més o menys trilobat, acuminat, i que presenta papil·les califormes glandulíferes damunt la superfície interna. Consta de dos espècies, Codonorchis lessonii, nativa dels Andes del Sud, que n'és l'espècie tipus, i Codonorchis canisioi, nativa de l'estat de Rio Grande do Sul. Són capaces de resistir en latència de forma subterrània períodes de sequera i fred intens.
El nom del gènere, Codonorchis, prové del grec clàssic kodon = campana i orchis = orquídea, en referència a la forma de la flor.